# MathML
Limbajul de marcare matematică este un limbaj de marcare matematică, o aplicație XML pentru descrierea notațiilor matematice și captarea atât a structurii cât și a conținutului acestuia. Acesta are ca scop integrarea formulelor matematice în paginile web și alte documente.